# Conde de Mafra
Conde Melo é um título nobiliárquico criado por D. Maria II de Portugal, por Decreto de 1 de janeiro de 1836, em favor de D. Lourenço José Xavier de Lima.
Titulares
1. D. Lourenço José Xavier de Lima, 1.º Conde de Mafra;
2. D. Francisco António de Jesus Maria Xavier de Sales de Melo Breyner, 2.º Conde de Mafra.

Após a Implantação da República Portuguesa e o fim do sistema nobiliárquico, usaram o título: 
1. D. Francisco de Assis Maria das Dores Xavier de Melo Breyner, 3.º Conde de Mafra;
2. D. Tomás de Melo Breyner, 4.º Conde de Mafra;
3. D. Francisco de Melo Breyner, 5.º Conde de Mafra;
4. D. Tomás de Melo Breyner, 6.º Conde de Mafra;
5. D. Francisco Manuel do Espírito Santo Silva de Melo Breyner, 7.º Conde de Mafra.